# Gorni Lom
Gorni Lom (bulgariska: Горни Лом) är ett distrikt i Bulgarien.   Det ligger i kommunen Obsjtina Tjuprene och regionen Vidin, i den västra delen av landet, 100 km nordväst om huvudstaden Sofia.
I omgivningarna runt Gorni Lom växer i huvudsak lövfällande lövskog. Runt Gorni Lom är det glesbefolkat, med 8 invånare per kvadratkilometer.